# Auto Bild
Auto Bild este o revistă auto, apărută pentru prima oară în Germania, în 1986.
În prezent, este cea mai răspândită revistă auto din lume, fiind publicată în 27 de țări europene, plus Thailanda, Indonezia și Azerbaidjan.

## Auto Bild în România
Revista Auto Bild este prezentă și în România, din octombrie 2008, fiind publicată de Edipresse AS România.
Revista cuprinde informații despre automobile noi, detalii despre modelele care urmează să apară, interviuri și articole în exclusivitate, tratarea unor aspecte conexe, cum ar fi cele legate de siguranța rutieră, service și zona financiară.
După 9 ani, Auto Bild România nu mai este editată de Ringier, firma care deține ziarele Libertatea și Gazeta Sporturilor, licența revistei trecând în portofoliul companiei Audiența Generală AG SRL de la începutul lunii ianuarie 2021.

## Conținut
Secțiunile revistei: 
- Noutăți
- Tendințe
- Prezentări de modele noi
- Teste
- Teste comparative
- Accesorii
- Reportaje despre producătorii auto
- Reportaje despre infrastructură
- Sfaturi de sezon
- Mașini de înaltă performanță
- Motorsport
- Prețurile automobilelor noi din România
- Automobile second-hand